# Agnyphantes
Agnyphantes é um gênero de aranhas da família Linyphiidae descrito em 1932.